# Bednarka (wieś)
Bednarka (łemkow. Боднарка) – wieś w Polsce położona w województwie małopolskim, w powiecie gorlickim, w gminie Lipinki.
Wieś królewska starostwa bieckiego w powiecie bieckim województwa krakowskiego w końcu XVI wieku. W latach 1975–1998 miejscowość administracyjnie należała do województwa krośnieńskiego. Integralną częścią miejscowości jest przysiółek Bednarskie.

## Toponimika nazwy
Bednarka, pol. Bednarka – miejscowość bednarzy – robiących beczki, lub taśma stalowa na beczki, łem.– Боднарка (czyt. Bodnarka), nazwa przeniesiona z gwar na Słowacji, w Polsce nazwa od XV, ta od śr.-w.-niem. bodener: bode mały domek, barak, a więc bodener (bodnar), 'ktoś mieszkający w małym domku', również adaptowana z jęz. nm. granicząca z Bednarką miejscowość Kryg oraz Szymbark, wieś położona przy drodze Gorlice-Dukla, która wraz z pobliskim Rozdzielem i Wolą Cieklińską do 1947 była najbardziej na północ wysuniętą wsią z grupką łemkowską w Beskidzie Niskim.

## Historia wsi
Wieś lokowana w XIV wieku na prawie magdeburskim. Bednarka – wzmiankowana po raz pierwszy w 1401 – była wsią na prawie niemieckim, której sołtysem był Polak Przecław. Przypuszczalnie był też zasadźcą tej miejscowości powstałej po 1377. On to sprzedał w 1401 Polakowi Wojtkowi zwanemu Gładysz (Wojciechowi Gładyszowi) młyn z Jodłowej i sołectwo w Bednarce. Od 1420 obowiązywało tam już prawo wołoskie. Zapisano też nazwisko pierwszego kniazia był nim niejaki Laczlaus Walachus. Warto zaznaczyć, że lokowanie wsi w Beskidzie Niskim na tym prawie było procesem społecznym, a nie etnicznym. Osady tego typu lokowano na terenach górzystych i trudnych w uprawie, było to więc miejsca gdzie ze względu na warunki terenowe i adaptacyjne nie sprawdziły się wcześniejsze lokacje wsi na prawie niemieckim. Osadnictwo polegało tu na przejmowaniu pasterskich form prawnych i gospodarczych (mieszkańcy tego typu wsi płacili czynsz w naturze, oddając panu między innymi po jednej owcy z każdej hodowanej dwudziestki, istniała też większa wolność w przemieszczaniu się i zmiany osady). Terminem Wołoch w tamtych czasach określano w Polsce i na Węgrzech pasterzy przybyłych z Półwyspu Bałkańskiego. Warto tylko w tym miejscu zaznaczyć, że osadzanie wsi na prawie wołoskim było charakterystyczne dla całej południowej Małopolski w jej górzystych i podgórskich pasmach. Np. w okolicach Sambora na prawie wołoskim lokowano ponad 90 wsi.
W 1785 we wsi mieszkało 493 grekokatolików (najczęstsze nazwiska: Ciupka, Kohut, Popowczak, Prońko i Szczerba), 82 rzymskich katolików (Bednarskie) i 5 Żydów a w 1899 grekokatolików było już 858, w tym 128 emigrantów w USA i Węgier. W 1936 we wsi mieszkało 771 grekokatolików, 250 rzymskich katolików (Bednarskie), 11 Żydów i 52 baptystów. Ci ostatni mieli swój dom modlitewny w pobliskim Wapiennym.

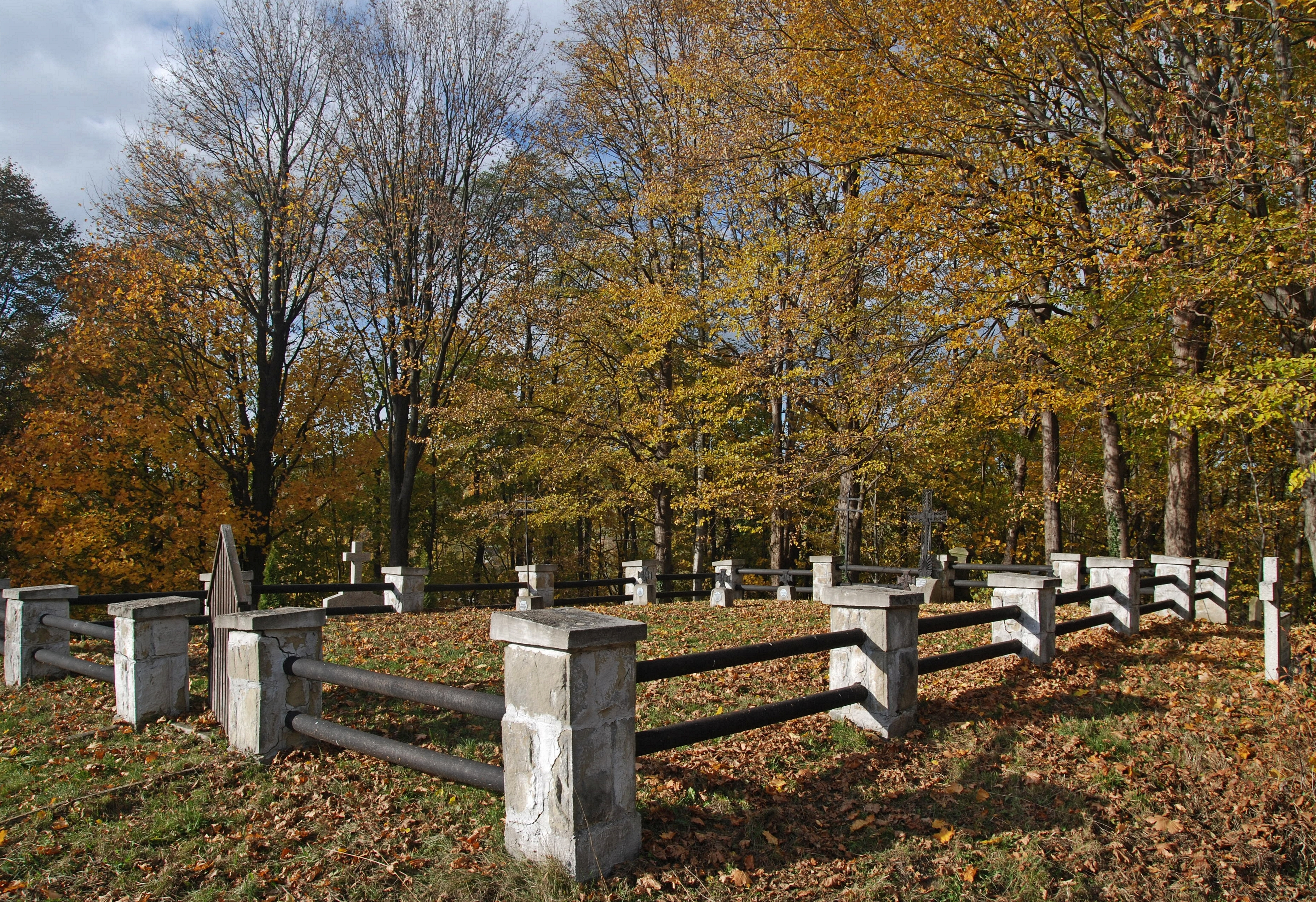
Cmentarz wojenny nr 84
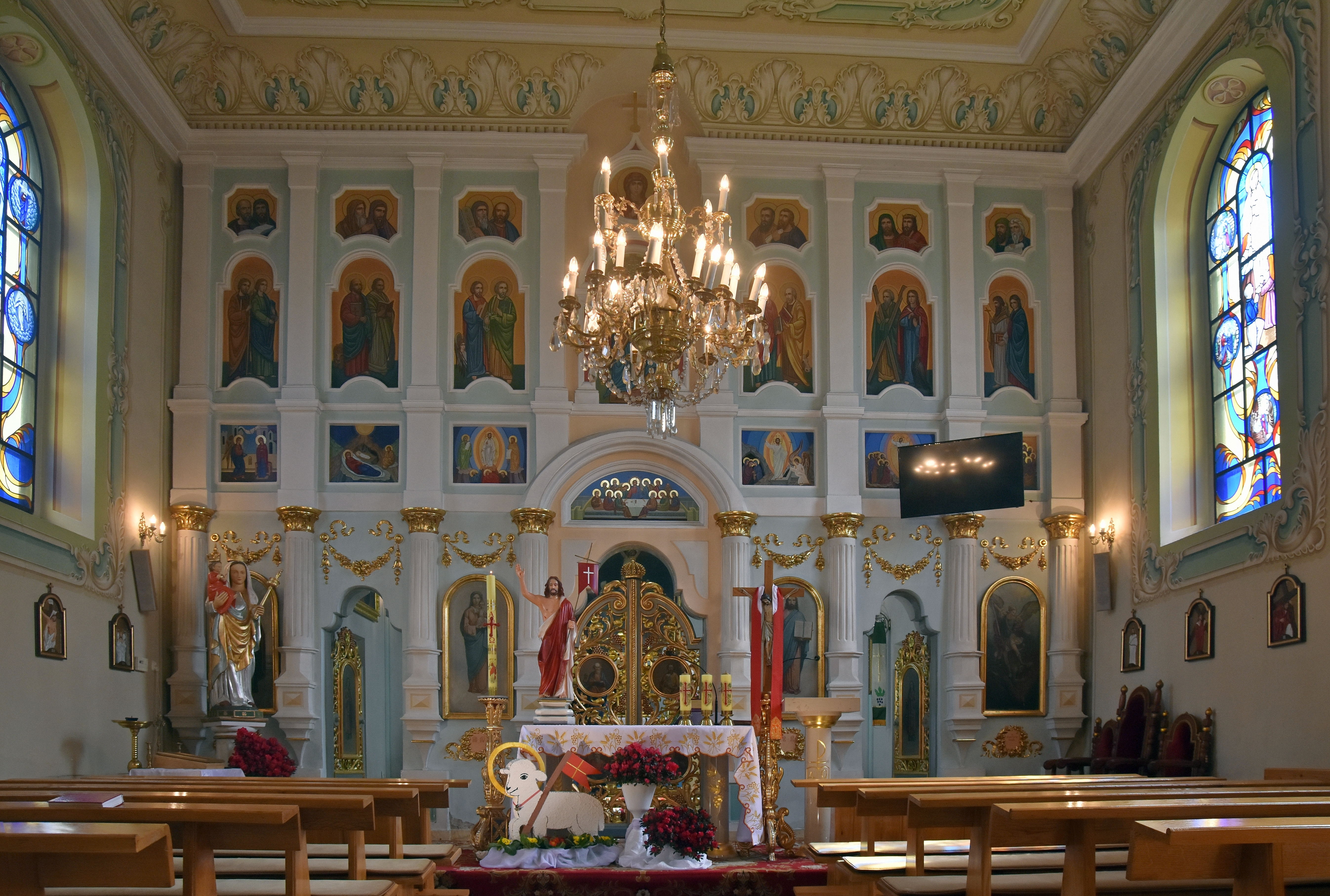
Ikonostas w zabytkowej cerkwi

### Etnografia
Zdaniem Romana Reinfussa mieszkańców Bodnarki jeszcze w okresie międzywojennym inni Łemkowie nazywali „Pupkaramy” lub „Cycakamy”. przezwisko miało się wziąć od kroju kołnierza czuhy (chuhani), charakterystycznego dla Łemków szerokiego płaszcza z brązowego samodziału, narzucanego na ramiona jak peleryna. Czuha posiadała duży, spadający na plecy kołnierz, który w razie słoty lub zawiei można było zarzucić na głowę i zawiązać jak kaptur. Kołnierze czuh noszonych w Bodnarce były obszyte białym sznurkiem układanym w pętelki, zwane „pupky” lub „cycaky”.
W ramach Akcji „Wisła” w czerwcu 1947 wysiedlono z Bednarki 433 Łemków (we wsi pozostało 64 Polaków). Po 1956 do Bodnarki chciało wrócić wielu wysiedlonych Łemków. Pisałem prośbę do województwa rzeszowskiego o powrót do swej rodzinnej wsi Bodnarki. Otrzymałem odpowiedź, że moją prośbę skierowali do rozpatrzenia do Powiatu Gorlickiego. Minął już miesiąc i nie mam żadnej odpowiedzi - pisał w 1956 do Zarządu Głównego Ukraińskiego Towarzystwa Społeczno-Kulturalnego Seman Sokacz z Rogoźnika koło Legnicy. - Bardzo bym chciał tam powrócić i tam złożyć swoją głowę, a dzieci moje żeby były szczęśliwe i żyły w szczęściu dla dobra naszego narodu.
Z tą samą prośbą zwracał się inny wysiedleniec.
„Ja niżej podpisany Iwan Juszczak, syn Dymitra, zostałem przesiedlony w Akcji „Wisła” dnia 27 czerwca 1947 ze wsi Bodnarka, powiat Gorlice, woj. Rzeszów, ze swego własnego domu i gospodarki, tylko za to, że jestem narodowości ukraińskiej...Uważam, że z rodzinnej chaty i gospodarki wysiedlono mnie w sposób barbarzyński i bezpodstawny i zrobiono mi w ten sposób wielką krzywdę, z którą nigdy się nie pogodzę. Proszę przekazać moją sprawę odpowiednim władzom w celu rozpatrzenia i zezwolenia mi na powrót...”
Wrócić udało się jednak ledwie kilku rodzinom. Obecnie wieś liczy około 172 mieszkańców, w tym kilkunastu Łemków. Grekokatolicy razem z wiernymi z Wapiennego i Rozdziela (około 20 rodzin) modlą się w byłej cerkwi greckokatolickiej w Rozdzielu.

## Zabytki
Obiekt wpisany do rejestru zabytków nieruchomych województwa małopolskiego.
- Cmentarz wojenny nr 84 z I wojny światowej.

### Inne zabytki
We wsi zachowało się kilka krzyży przydrożnych.
Przy głównej drodze dwie kapliczki, murowana i drewniana (tzw czasownie). Na przycerkiewnym cmentarzu kilka starych krzyży i kamiennych cokołów.

## Religia
We wsi stoi dobrze zachowana, orientowana, murowana cerkiew pod wezwaniem Opieki Najświętszej Maryi Panny z 1900. Wzniesiono ją głównie dzięki pomocy emigrantów ( w 1909 na 860 mieszkańców wsi, 360 pracowało w Ameryce). W odróżnieniu od tradycyjnej, trójdzielnej cerkwi łemkowskiej, nie ma babińca (tylko nawę i prezbiterium). Zamiast niego, podobnie jak na słowackiej, południowej Łemkowszczyźnie, zbudowano dwie wieże. W środku zachowany częściowo stary ikonostas. Jego górna część jest nowa, namalowana kilka lat temu przez malarzy z Ukrainy. Oryginalne są natomiast cztery ikony „namiestne”, umieszczone na dole ikonostasu. Obrazują one (od lewej): św. Mikołaja, Matkę Bożą z Dzieciątkiem, Chrystusa Nauczającego i Archanioła Michała. Wśród ikon namiestnych zawsze po prawej stronie umieszczano ikonę chramową, czyli obrazującą patrona świątyni. Ale w Bodnarce nietypowo w tym miejscu znajduje się ikona Archanioła Michała. Góra ikonostasu też nie zachowuje tradycji łemkowskiej, która nad ikonami namiestnymi lokowała 12 tzw. prazdnyczek (ikony przedstawiające najważniejsze święta kalendarza liturgicznego), a nad nimi 6 dużych ikon z apostołami. W Bodnarce tymczasem jest ich tylko 6. W cerkwi warto zwrócić uwagę na malowidło przedstawiające procesję wiernych oraz carskie wrota i złocone wrota diakońskie. Obok cerkwi drewniany krzyż wzniesiony na pamiątkę 950-lecia chrztu Rusi Kijowskiej. Dziś cerkiew pełni funkcję kościoła rzymskokatolickiego pod wezwaniem Matki Boskiej Nieustającej Pomocy, będącego filią parafii Wniebowzięcia NMP w Lipinkach, należącej do dekanatu Biecz, diecezji rzeszowskiej.